# Могила непобеђених
Споменик „Непобеђени“ је меморијално здање у Парку Револуције у Прилепу. Споменик и спомен-комплекс изграђени су 1961. године у част палих бораца Народноослободилачке борбе. Аутор комплекса је архитекта Богдан Богдановић.
Комплекс се састоји од спомен-урни и заједничке гробнице палих бораца. Урне су изграђене од мермера, а изгледом подсећају на античке урне. Највећа урна у комплексу са симболом вечног пламена на врху, симбол је непокорности македонског народа. У другом делу комплекса налази се крипта у којој су смештени посмртни остаци палих бораца. На мермерним плочама уклесана су њихова имена.
Спомен-комплекс је ревитализован у периоду од 2007. до 2008. године.

## Опис
Парк Револуције, који се налази у јужном делу града, хортикултурно је уређен с високорастућом боровом шумом и нискорастућом зимзеленом флором. Парк је обогаћен споменицима 1961. године у част свих погинулих бораца и учесника НОБ. Део могиле чини полукружна форма у чијем је унутрашњем делу цела вертикална површина поплочена белим мермерним плочама. На њима су исписана имена 462 погинула борца НОВЈ из Прилепа и околних места, а у крипти испод могиле почивају њихови посмртни остаци. Испред полукружне форме издиже се осам мермерних спомен-урни, које симболизују формирање првих партизанских одреда у Македонији и њихово прерастање у снажне војне јединице.
Парк Револуције проглашен је спомеником културе 1989. године. Унутар парка налази се и Алеја народних хероја, свечано отворена 1961. године. На мермерним постаментима налази се десет бронзаних биста погинулих народних хероја родом из Прилепа: Киро Гаврилоски, Илија Јовановски Цветан, Јордан Чопела, Борко Талески, Кузман Јосифовски Питу, Мирче Ацев, Борко Велевски, Рампо Левков и Круме Волнаровски. Од 2012. је усвојен пројекат да се поред ових 9 подигне још 4 спомен-бисте народних хероја из Прилепа, који су деловали као политичари у социјалистичкој Македонији (Вера Ацева, Ђоре Дамевски, Борко Темелковски и Крсте Црвенковски).

## Галерија
- Парк Револуције и Могила непобеђених
- Поглед на четири урне
- Заједничка гробница палих бораца
- Детаљ са споменика